# Autopista de Kolimá
La Autopista de Kolymá (en ruso: Федеральная автомобильная дорога «Колыма», "Autopista Federal para Automóviles 'Kolymá'"), también conocida como la Carretera de los Huesos, e identificada por el código M56, es una carretera que atraviesa el Extremo Oriente ruso a través de la región de Kolymá. Conecta Seimchán y Yakutsk  pero puede conectar con Uelen de hecho, Nizhni Bestyaj en la orilla este del río Lena en Yakutsk, que se asienta en la orilla oeste, al no existir un puente; esto no resulta un problema durante el largo y frío invierno, pues cruzarlo por la capa de hielo es la forma más fiable de atravesar un río siberiano. Un ferry se pone en funcionamiento durante el corto verano. La longitud de la carretera asciende a los 2032 km (o 1260 millas), de los cuales 1.197 km pasan por la República de Sajá (Yakutia) y 835 km por la óblast de Magadán. En Nizhni Bestyaj se conecta con la Autopista del Lena, también codificada como M56. Localmente, la carretera se conoce simplemente como Trassa (en ruso: Трасса - "La Ruta"), o Kolýmskaya trassa (en ruso: Колымская трасса - "La Ruta de Kolymá"), dado que es, literalmente, la única carretera de la zona, por lo que no necesita ningún nombre especial para distinguirla de otras carreteras.

## Historia

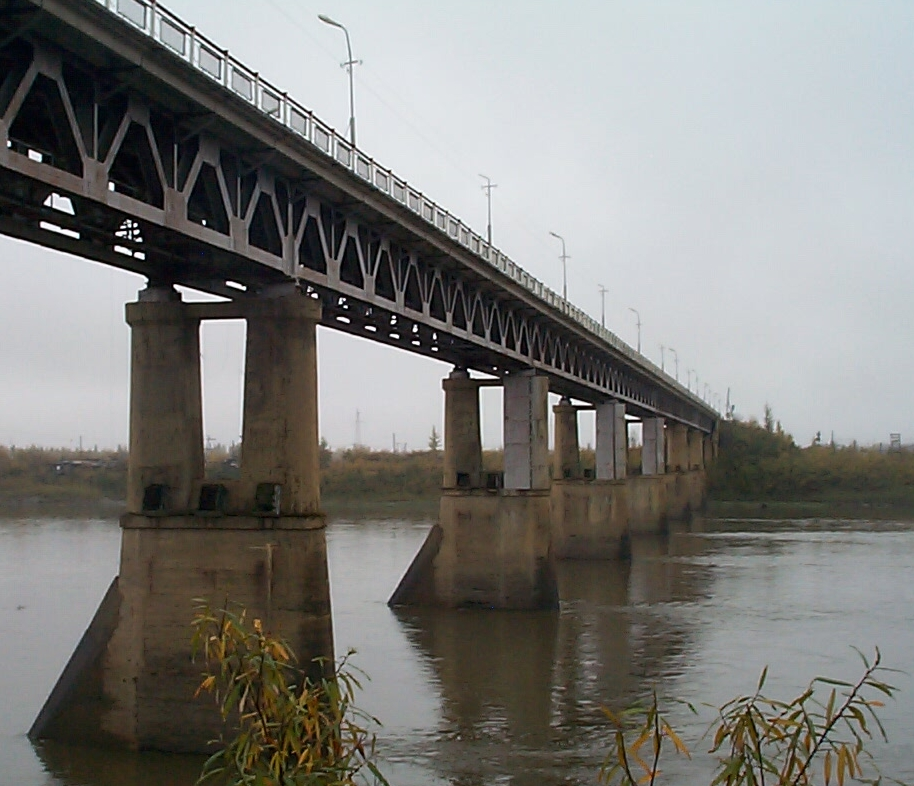
Viejo puente sobre el río Kolymá antes de su desmantelamiento en la óblast de Magadán.

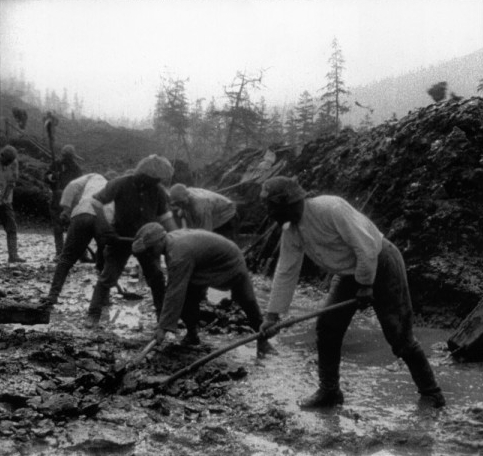
Construcción de la carretera por presos del Gulag.

Fue construida en la era estalinista de la extinta Unión Soviética por orden de construcción del Dalstrói. El primer tramo fue construido por presos del campo de trabajo de Sevvostlag en 1932. La construcción continuó siendo realizada por presos del Gulag hasta 1953.
La carretera hoy es tratada como un memorial por algunos historiadores, debido a que algunas fuentes no-verificadas reportan el entierro de los trabajadores muertos en la obra bajo la carretera o, en relatos más grotescos, el uso de sus huesos como material de construcción.

## La carretera hoy en día

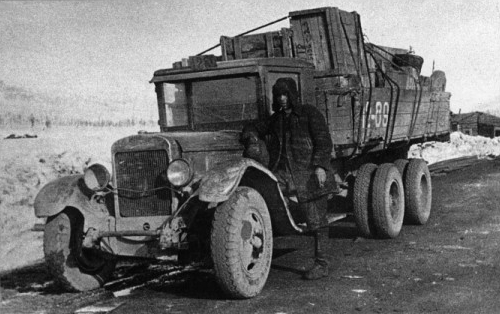
Un camión ZIS-6 de 1938 participando en la construcción.

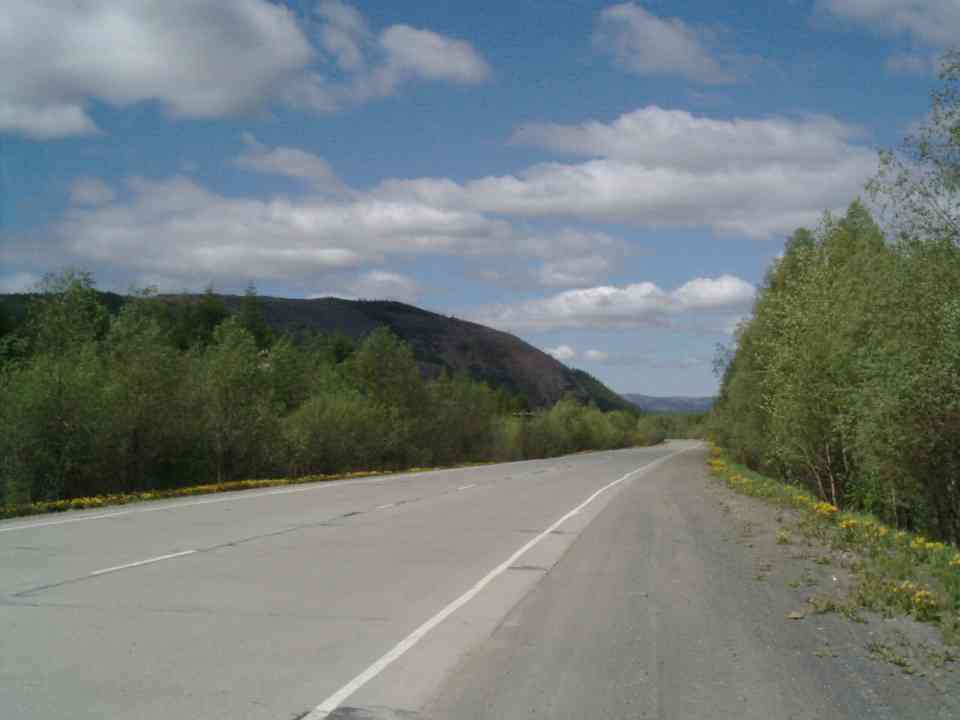
La carretera hoy en día, cerca de Magadán.

El área se vuelve extremadamente fría durante el invierno. Dos pueblos situados en las inmediaciones de la carretera, Tomtor y Oimiakón, se autoproclaman como el lugar habitado más frío sobre la Tierra, llegando según sus fuentes hasta los -71.2 °C, sin contar la Antártida. La temperatura media máxima en Oimiakón en enero es de -42 °C y la media mínima es de -50 °C.
La carretera está en un estado deplorable, y no se puede circular por ella con automóviles de turismo debido a sus puentes derruidos y secciones de carretera destruidos por las riadas. Durante el invierno, el agua helada ayuda a cruzar los ríos. El transporte de mercancías hacia Magadán siempre se ha basado en el transporte marítimo, cosa que aún hoy sigue siendo así. El transporte de pasajeros se basa en viajes aéreos.
La «Carretera de los Huesos» se ha convertido en un reto para motociclistas aventureros. Tras la disolución de la Unión Soviética, la carretera fue transitada por primera vez por motociclistas occidentales en verano de 1995, por el equipo británico «Mondo Enduro» (de oeste a este) y por el viajero noruego Helge Pedersen (comenzando en Magadán). Las siguientes travesías en motocicleta incluyen a Simon Milward en 2001 y también a Ewan McGregor y Charley Boorman en su viaje alrededor del planeta en motocicleta en 2004, convertida en serie de televisión, libro y DVD, todos llamados Long Way Round. De todas formas, debido a la programación del viaje y a las condiciones del camino, no fue posible para ellos ni para su equipo completar la travesía sin asistencia externa. En su lugar, se unieron a un generoso convoy ruso de mercancías, cuyos camiones eran capaces de vadear los ríos crecidos. También fue atravesada en bicicleta en invierno de 2004 por Alastair Humphreys y Rob Lilwall, seguidos a pie por Rosie Swale-Pope en 2005 y atravesada en solitario en motocicleta por Adrian Scott el mismo año.
Una guía de viajes de 2001 ofrece la siguiente información: la mayoría del tráfico va al interior desde Magadán o Yakutsk, por lo que el tramo central no está plenamente mantenido. Desde diciembre hasta quizás mayo se mantiene una carretera de invierno. En 1937, el centro fue realineado. Se extendió un ramal al noroeste hacia Ust-Nera y se construyó una carretera de invierno hacia el sur hasta Kiubiumé. Tras ese tramo se desvía al noreste de Kiubumé, pero no tiene mantenimiento.
En diciembre de 2020, dos personas quedaron atrapados dentro de su coche a temperaturas en el entorno de los -50 °C. Los rescatadores encontraron a uno fallecido y al otro muy grave. Ambos decidieron utilizar la ruta para ahorrar tiempo en su viaje entre Yakutsk y Magadán, siguiendo indicaciones de Google Maps, que a diferencia de otros navegadores más utilizados en Rusia como Yandex Maps o Navigator, se basaba en cartografía obsoleta. Google modificó en consecuencia sus indicaciones evitando en adelante recomendar esta ruta.

## La ruta
- Yakutsk, junto al río Lena.
  - 1. (carretera, 380 km al noreste, ferry veraniego a través del río Aldán en Krest-Jaldzhái).
  - 2. (Hidroala durante el verano por el curso de los ríos Lena y Aldán, 530 km,10 horas).
- Jándyga junto al río Aldán, sobre los montes Suntar-Jayatá, paso de 1200m sobre el río Vostóchnaya.
- Kyubemé.
  - 1. (Camino antiguo) 155 km al noreste hacia Tomtor 250 km de carretera al noreste, hasta el Óblast de Magadán.
  - 2. (Nueva ruta): carretera de invierno al norte 240 km hasta Ust-Nera junto al río Indigirka, al este: varios pueblos mineros, Artyk town, en la cabecera del río Nera, paso de 1452m.
- Kadykchán (en cuyas cercanías hay minas de carbón y el antiguo centro de procesamiento de uranio de Myaundzha).
- Susumán, Debin, Sinegorye con la presa de Kolymá, Orotukán, donde la carretera gira al sudeste y al sur, penetrando 300 km en la inhabitada taiga, Atka, entrando en las tierras bajas y altas, Palatka, Sókol Magadán y Seimchán.

También existe un atajo desde Magadán hasta Susumán, que apenas tiene uso. 
- Magadán cerca al Mar de Ojotsk.
- Seimchán cerca al Río Kolimá.
- Markovo cerca al Río Anádyr.
- Uelen cerca a las Diómedes Mayor en el Estrecho de Bering.

El 25 de octubre de 2008 se informó que la carretera estaba en condiciones de ser usada  por vehículos normales durante el verano.